# 新白河村
もしかして
- 西郷村

ではありませんか？